# Snesere Sogn
Snesere Sogn er et sogn i Næstved Provsti (Roskilde Stift).
I 1800-tallet var Snesere Sogn et selvstændigt pastorat. Det hørte til Bårse Herred i Præstø Amt. Snesere sognekommune blev ved kommunalreformen i 1970 indlemmet i Fladså Kommune, der ved strukturreformen i 2007 indgik i Næstved Kommune.
I Snesere Sogn ligger Snesere Kirke.
I sognet findes følgende autoriserede stednavne:
- Askov Huse (bebyggelse)
- Bredeshave (ejerlav, landbrugsejendom)
- Brøderup (bebyggelse, ejerlav)
- Engelholm (ejerlav, landbrugsejendom)
- Even Huse (bebyggelse)
- Hulebæk (vandareal)
- Hulebæk Huse (bebyggelse)
- Hønsehuse (bebyggelse)
- Lille Røttinge (bebyggelse, ejerlav)
- Nørre Smidstrup (bebyggelse, ejerlav)
- Over Even (bebyggelse, ejerlav)
- Sjolte (bebyggelse, ejerlav)
- Sjolte Strandhuse (bebyggelse)
- Snesere (bebyggelse, ejerlav)
- Snesere Overdrev (bebyggelse)
- Snesere Præstemark (bebyggelse)
- Snesere Spang (bebyggelse)
- Snesere Sø (bebyggelse)
- Snesere Torp (bebyggelse, ejerlav)
- Store Røttinge (bebyggelse, ejerlav)
- Strandhuse (bebyggelse)
- Sølperup (bebyggelse, ejerlav)
- Tappernøje (bebyggelse)
- Tjørneskov (bebyggelse)
- Torpenholt (bebyggelse)
- Åside (bebyggelse, ejerlav)